# Hydromys chrysogaster
Hydromys chrysogaster là một loài động vật có vú trong họ Chuột, bộ Gặm nhấm. Loài này được E. Geoffroy mô tả năm 1804.

## Hình ảnh

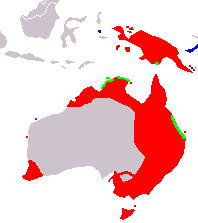
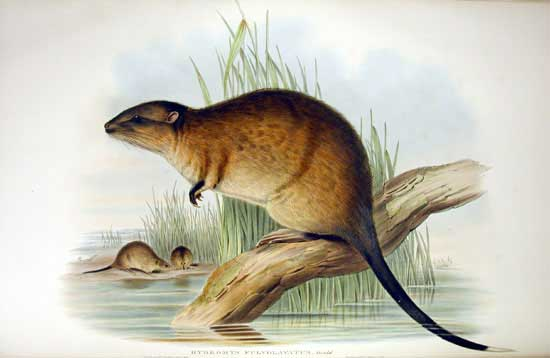
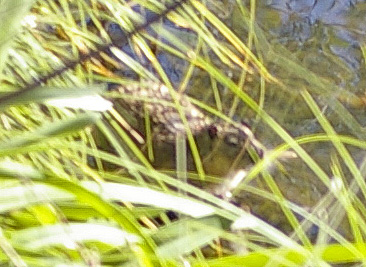
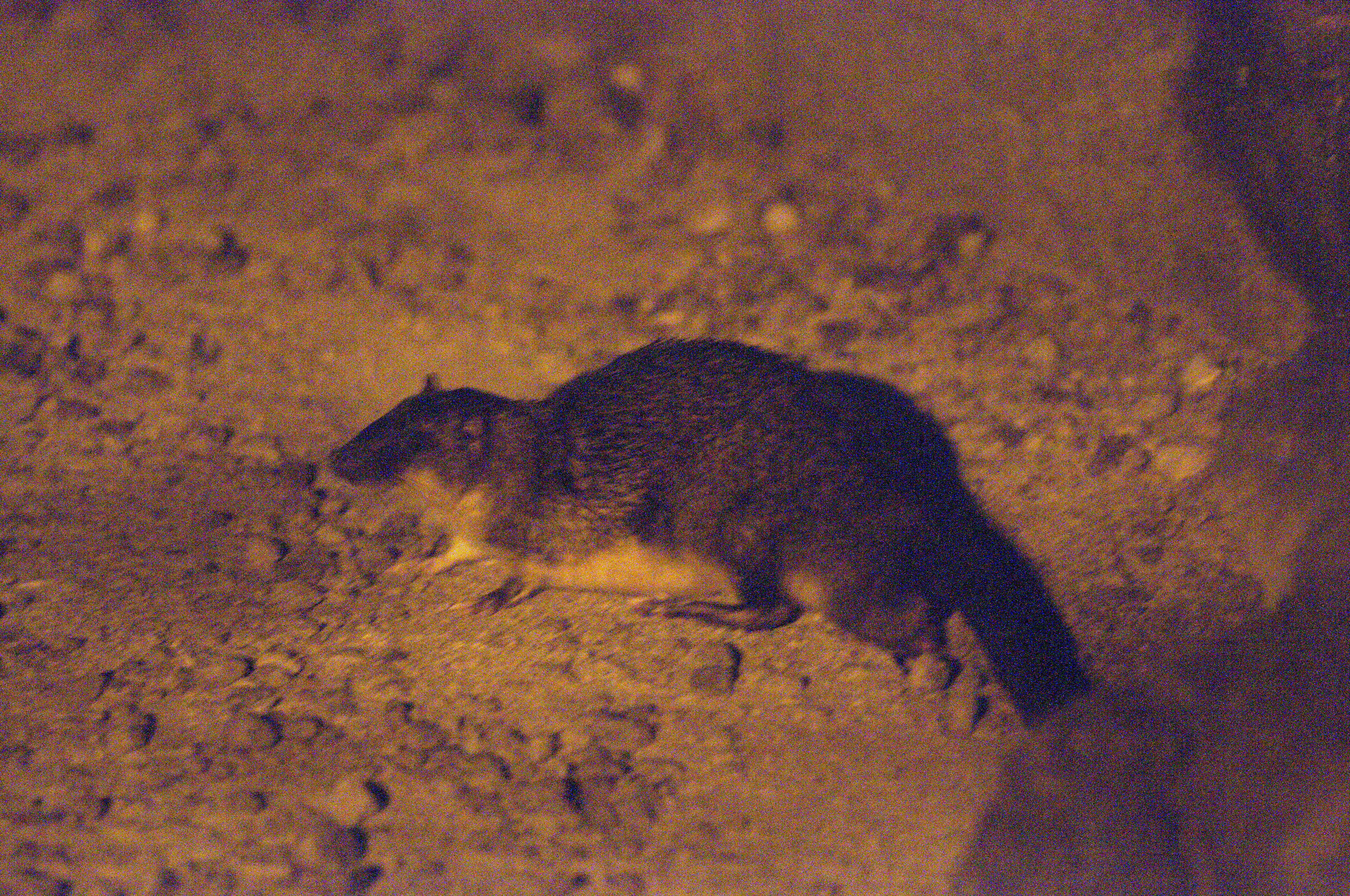